# Cyrqlarz
Cyrqlarz – czasopismo popularnonaukowe, poruszające zagadnienia związane z obserwacjami meteorów i komet oraz poszukiwaniami i badaniami meteorytów. Redagowane jest przez zespół Pracowni Komet i Meteorów. Redaktorem naczelnym periodyku jest Łukasz Woźniak

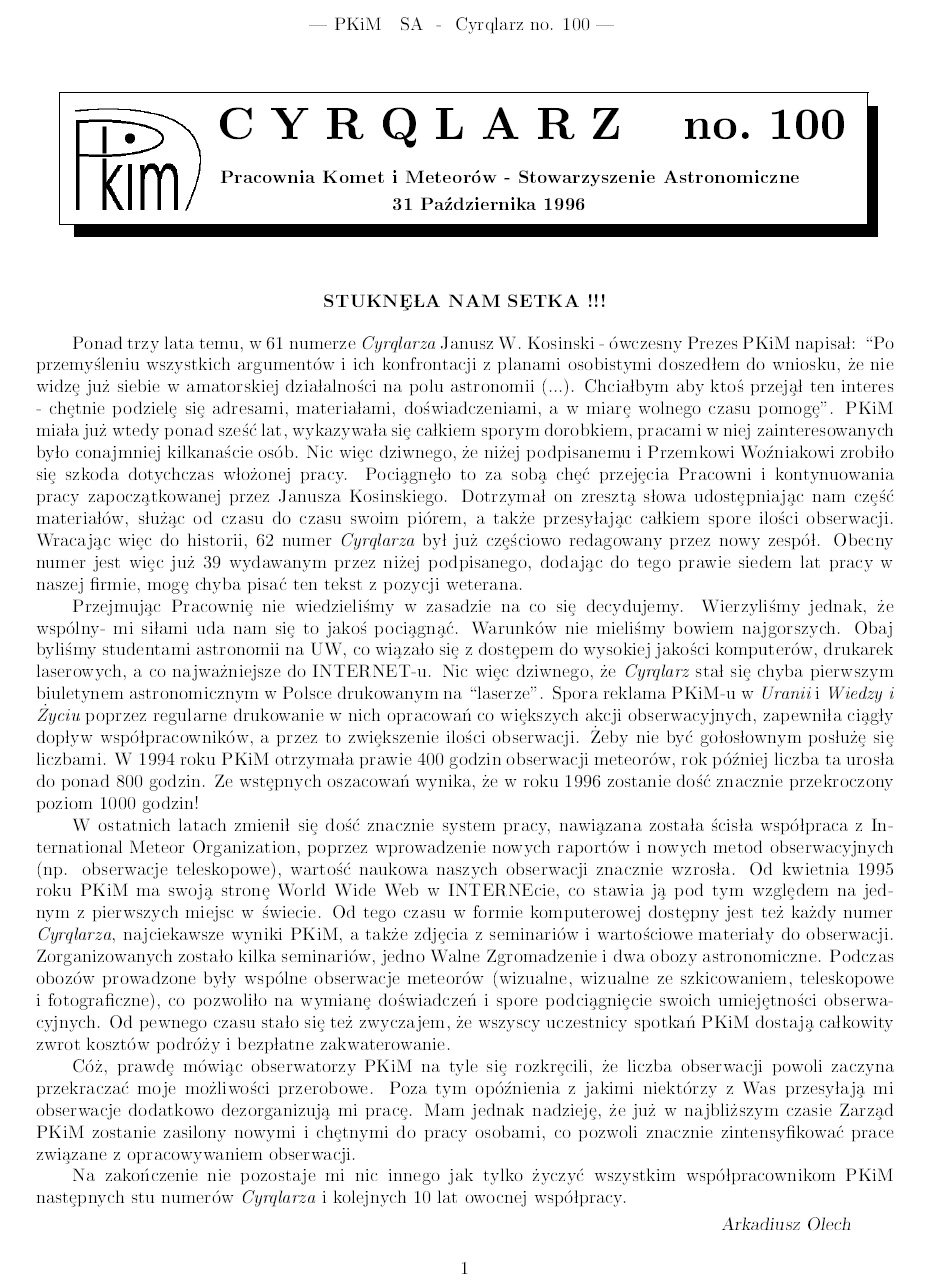
Cyrqlarz no. 100

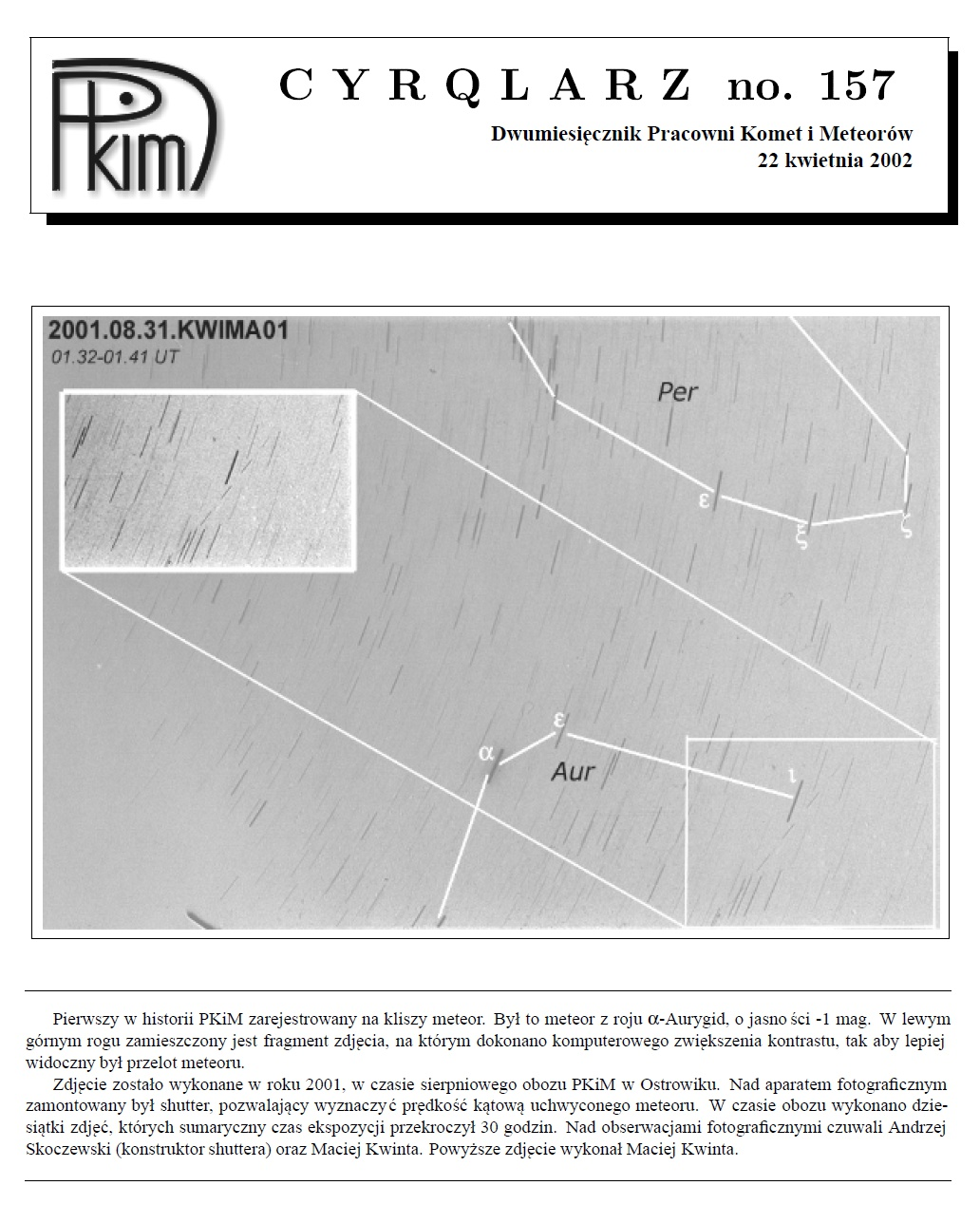
Cyrqlarz no. 157

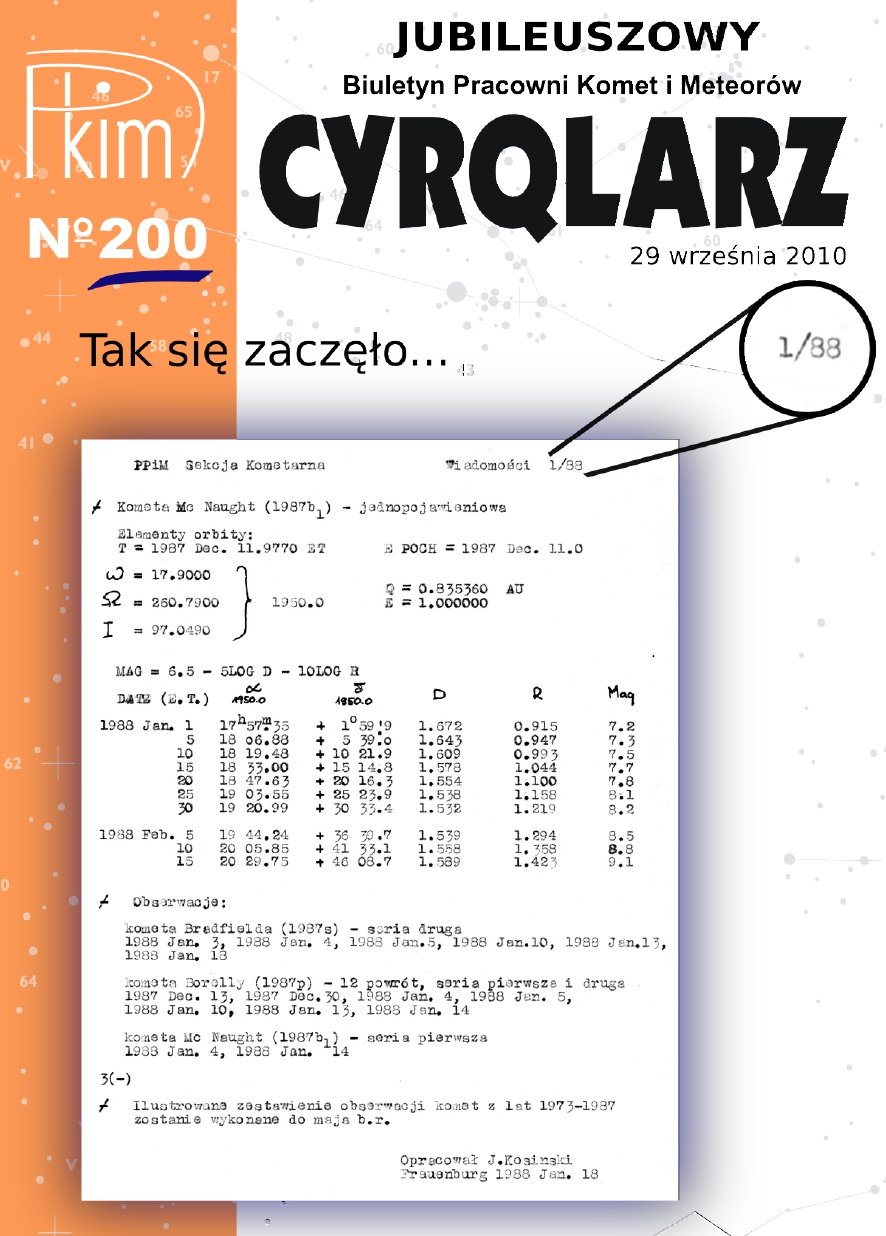
Cyrqlarz no. 200

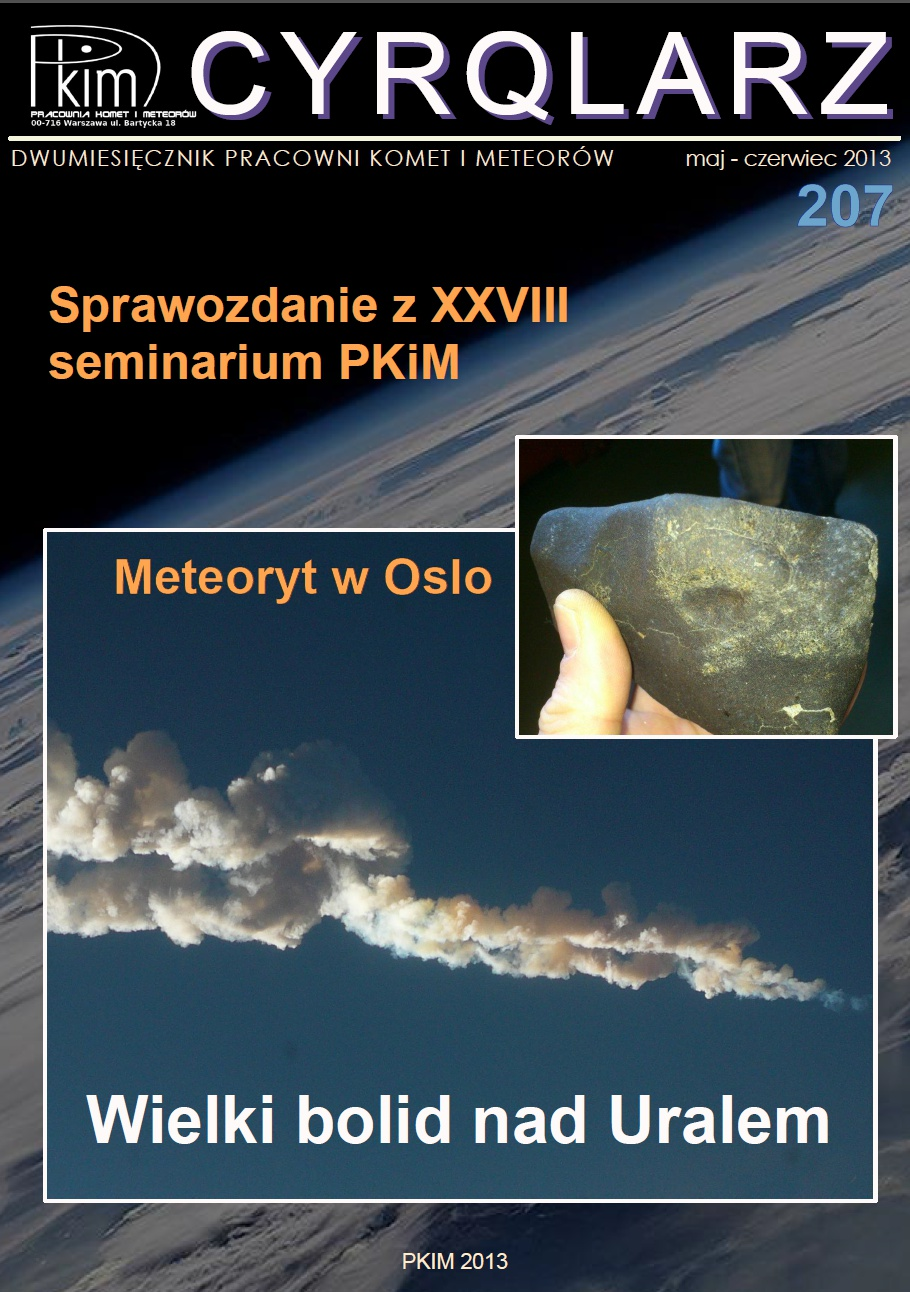
Cyrqlarz no. 207

W biuletynie tym zamieszcza się: nowości oraz informacje dotyczące małych ciał Układu Słonecznego, analizę obserwacji wykonanych przez różnych obserwatorów, rubrykę poświęconą Polskiej Sieci Bolidowej (PFN), informacje pomocne w obserwacji meteorów (techniką wizualną, wideo i fotograficzną oraz dawniej teleskopową) oraz informacje pomocne w obserwacji komet, a także sprawozdania ze spotkań, seminariów, wypraw obserwacyjnych i konferencji. Założeniem powstania biuletynu była potrzeba komunikacji oraz przekazywania wiedzy członkom PKiM. Pierwsze wydawane numery były wysyłane pocztą do obserwatorów. Wraz z rozwojem sieci komputerowej periodyk oprócz wersji papierowej był dostępny online. Obecnie Cyrqlarz ukazuje się w formie działu w ogólnopolskim magazynie Urania – Postępy Astronomii, a archiwalne numery są dostępne na stronie internetowej Pracowni Komet i Meteorów.

## Historia
Cyrqlarz ukazuje się od stycznia 1988 roku. Na początku był kilkustronicowym biuletynem wydawanym w cyklu miesięcznym. Nazwa Cyrqlarz pojawiła się wraz z numerem 17.
W latach 1991–1992 do Cyrqlarza dołączony był kwartalnik o nazwie Interplanetary News. Formę większego dwumiesięcznika uzyskał w roku 2002 wraz z wydaniem numeru 157. Pozostawał osobnym czasopismem do sierpnia 2014 roku do numeru 208. Od numeru 209 jest częścią Uranii – Postępów Astronomii.

## Adres redakcji
Cyrqlarz – Pracownia Komet i Meteorów,
ul. Bartycka 18,
00-716 Warszawa

## Zespół redakcyjny
Redaktorzy naczelni Cyrqlarza
- Janusz W. Kosinski – 01.1988–06.1993 – numery 1–61
- Arkadiusz Olech – 07.1993–03.2001 – numery 62–145
- Marcin Gajos – 04.2001–02.2003 – numery 146–162
- Mirosław Należyty – 03.2003–12.2004 – numery 163–170
- Kamil Złoczewski – 01.2005–03.2007 – numery 171–184
- Marcin Lelit – 04.2007–12.2007 – numery 185–187
- Mariusz Wiśniewski – 01.2008–12.2008 – numery 188–190
- Radosław Poleski – 01.2009–04.2011 – numery 191–203
- Przemysław Żołądek – 05.2011–04.2013 – numery 204–206
- Łukasz Woźniak – od 05.2013 – od numeru 207